# Adolf Ganz
Adolf Ganz, född den 14 oktober 1796  i Mainz, död den 11 november 1869 i London, var en tysk musiker. Han var bror till Moritz och Leopold Ganz samt far till Eduard Ganz. 
Ganz, som var storhertiglig hovkapellmästare i Darmstadt 1825–1845, komponerade melodramer, ouvertyrer och sånger med mera.